# Mexikansk guldöring
Mexikansk guldöring (Oncorhynchus chrysogaster) är en fiskart som först beskrevs av James George Needham och Gard, 1964.  Mexikansk guldöring ingår i släktet Oncorhynchus och familjen laxfiskar. IUCN kategoriserar arten globalt som sårbar. Inga underarter finns listade i Catalogue of Life.